# Feldbuch (Rugendorf)
Feldbuch ist ein Gemeindeteil der Gemeinde Rugendorf im Landkreis Kulmbach (Oberfranken, Bayern). Feldbuch liegt in der Gemarkung Rugendorf.

## Geografie
Das Dorf liegt im Keupervorland des Frankenwaldes und ist allseits von Acker- und Grünflächen umgeben. Eine Gemeindeverbindungsstraße führt nach Rugendorf (1,9 km nordöstlich) bzw. zur Kreisstraße KU 9 (0,4 km südlich). Eine weitere führt die KU 9 kreuzend nach Poppenholz (0,5 km südöstlich), eine weitere führt zur Kreisstraße KU 22 (2,3 km nordwestlich).

## Geschichte
Gegen Ende des 18. Jahrhunderts bestand Feldbuch aus 6 Höfen. Das Hochgericht sowie die Dorf- und Gemeindeherrschaft übte das bayreuthische Vogteiamt Seibelsdorf aus. Die Grundherrschaft über sämtliche Anwesen hatte das Kastenamt Kulmbach.
Von 1797 bis 1808 unterstand der Ort dem Justiz- und Kammeramt Kulmbach. Mit dem Gemeindeedikt wurde Feldbuch dem 1808 gebildeten Steuerdistrikt Rugendorf und der im gleichen Jahr gebildeten Ruralgemeinde Rugendorf zugewiesen.

### Baudenkmal
- Haus Nr. 1: Bauernhof

### Einwohnerentwicklung
| Jahr      | 001818 | 001819 | 001861 | 001871 | 001885 | 001900 | 001925 | 001950 | 001961 | 001970 | 001987 |
| Einwohner |        | 61     | 82     | 87     | 73     | 83     | 73     | 96     | 70     | 70     | 50     |
| Häuser    | 12     |        |        |        | 12     | 12     | 12     | 13     | 13     |        | 13     |
| Quelle    | [ 6 ]  | [ 9 ]  | [ 10 ] | [ 11 ] | [ 12 ] | [ 13 ] | [ 14 ] | [ 15 ] | [ 16 ] | [ 17 ] | [ 1 ]  |

## Religion
Feldbuch gehörte ursprünglich zur evangelisch-lutherischen Pfarrei Seibelsdorf, seit dem 19. Jahrhundert ist die Pfarrei Rugendorf zuständig.